# Riječke ljetne noći
Riječke ljetne noći je ljetni glazbeno scenski festival koji se održava u Rijeci. Program je vrlo bogat, u rasponu od klasične drame i praizvedbe novih dramskih tekstova do nastupa uličnih kazališta, od koncerata klasične glazbe do nastupa poznatih izvođača hrvatske estrade. 

Namjera je u poznatim ili nepoznatim prostorima Rijeke stvarati ambijentalni teatar. Za vrijeme festivala riječki trgovi i terase pretvaraju se u pozornice na otvorenom, a u namjeri da se propita suodnos industrijske arhitekture i kazališta, dio programa odvija se i u napuštenim tvorničkim halama.

Festival je prvi put održan 2004. godine.

## Riječke ljetne noći 2010.
Na 7. riječkim ljetnim noćima koje se održavaju od 29. lipnja do 24. srpnja pod motom "Odaberi svoju zvijezdu" izvest će se 30 kazališnih, glazbenih, literarnih i filmskih programa na 12 mjesta u gradu.
Posjetiteljima će se u 26 dana ponuditi raznovrstan kulturno-umjetnički program u sklopu kojega će, među ostalim, biti izvedena premijera drame "Cirkus destetika" Daniila Harmsa u režiji Aleksandra Popovskog, veristička opera "Cavalleria rusticana" Pietra Mascagnija i komedija Talijanske drame "Tutto sulle donne".
Izvest će se i dvije reprizne predstave - "Mirisi, zlato i tamjan" te "Lukrecija o'bimo rekli požeruh", a gost festivala su "Prekidi" Kazališta "Planet Art" iz Zagreba.
Koncerti na otvorenom ugošćuju violiniste Stefana Milenkovicha i Marca Grazianija, gitarista Edina Karamazova, violončeliste Stjepana Hausera i Petra Kovačića te jazz-glazbenika Darka Jurkovića.
Među popratnim programima održat će se "Pisci pod zvijezdama" i "Film pod zvijezdama".

## Vanjske poveznice
Riječke ljetne noći - Službena stranica  Arhivirana inačica izvorne stranice od 12. veljače 2007. (Wayback Machine)